# OC Agaza
Olympique Club Agaza Omnisports w skrócie OC Agaza – togijski klub piłkarski, grający w pierwszej lidze togijskiej, mający siedzibę w mieście Lomé.

## Historia
W 1980 roku klub wywalczył swój pierwszy w historii tytuł mistrza kraju. Natomiast w 1984 roku został po raz drugi mistrzem Togo. OC Agaza pięciokrotnie zdobył Coupe du Togo w latach 1979, 1981, 1984, 1988 i 1999. Klub osiągnął również sukces międzynarodowy. W 1983 roku dotarł do finału Pucharu Zdobywców Pucharów. W finałowym dwumeczu uległ jednak egipskiemu El Mokawloon SC (0:1 u siebie i 0:0 na wyjeździe).

## Stadion
Domowe mecze klub rozgrywa na stadionie o nazwie Stade Agoè-Nyivé w Lomé. Stadion może pomieścić 5000 widzów.

## Sukcesy
- Première Division du Togo:

mistrzostwo (2): 1980, 1984
- Coupe du Togo:

zwycięstwo (5): 1979, 1981, 1984, 1988, 1999

## Występy w afrykańskich pucharach
| Sezon | Rozgrywki                 | Runda | Kraj                     | Klub                     | Dom | Wyjazd | Dwumecz               |
| ----- | ------------------------- | ----- | ------------------------ | ------------------------ | --- | ------ | --------------------- |
| 1980  | Puchar Zdobywców Pucharów | 1     | Benin                    | Buffles du Borgou FC     | 5–3 | 2–1    | 7–4                   |
| 1980  | Puchar Zdobywców Pucharów | 2     | Gwinea                   | Horoya AC                | 0–0 | 0–0    | 0–0 (k. 2–1)          |
| 1980  | Puchar Zdobywców Pucharów | 1/4   | Wybrzeże Kości Słoniowej | Africa Sports National   | 1–1 | 0–1    | 1–2                   |
| 1981  | Puchar Mistrzów           | 1     | Gwinea Bissau            | Sport Bissau e Benfica   | –   | –      | walkower dla OC Agaza |
| 1981  | Puchar Mistrzów           | 2     | Gabon                    | US Mbila Nzambi          | 1–0 | 0–2    | 1–2                   |
| 1982  | Puchar Zdobywców Pucharów | 1     | Nigeria                  | Bendel Insurance FC      | 0–1 | 0–2    | 0–3                   |
| 1983  | Puchar Zdobywców Pucharów | 1     | Kamerun                  | Dragon Jaunde            | 4–1 | 3–0    | 7–1                   |
| 1983  | Puchar Zdobywców Pucharów | 2     | Ghana                    | Sekondi Hasaacas FC      | 4–1 | 0–0    | 4–1                   |
| 1983  | Puchar Zdobywców Pucharów | 1/4   | Zair                     | AS Vita Club             | 2–0 | 0–2    | 2–2 (k. 4–2)          |
| 1983  | Puchar Zdobywców Pucharów | 1/2   | Wybrzeże Kości Słoniowej | ASEC Mimosas             | 0–0 | 2–2    | 2–2                   |
| 1983  | Puchar Zdobywców Pucharów | finał | Egipt                    | El Mokawloon SC          | 0–1 | 0–0    | 0–1                   |
| 1984  | Puchar Zdobywców Pucharów | 1     | Gabon                    | CAP Owendo               | –   | –      | walkower dla OC Agaza |
| 1984  | Puchar Zdobywców Pucharów | 2     | Nigeria                  | Enugu Rangers            | 0–1 | 0–1    | 0–2                   |
| 1985  | Puchar Mistrzów           | 1     |                          | CARA Brazzaville         | 0–1 | 1–2    | 1–3                   |
| 1994  | Puchar Zdobywców Pucharów | 1     | Gwinea                   | Hafia FC                 | 3–0 | 3–1    | 6–2                   |
| 1994  | Puchar Zdobywców Pucharów | 2     | Kamerun                  | Canon Jaunde             | 3–1 | 0–1    | 3–2                   |
| 1994  | Puchar Zdobywców Pucharów | 1/4   | Tunezja                  | Olympique Béja           | 6–1 | 1–4    | 7–5                   |
| 1994  | Puchar Zdobywców Pucharów | 1/2   | Zair                     | DC Motema Pembe          | 1–1 | 1–3    | 2–4                   |
| 1995  | Puchar CAF                | 1     | Kamerun                  | Coton Sport FC de Garoua | 1–1 | 2–0    | 3–1                   |
| 1995  | Puchar CAF                | 2     | Tanzania                 | Malindi FC               | 0–2 | 0–0    | 0–2                   |
| 1998  | Puchar Zdobywców Pucharów | 1     | Wybrzeże Kości Słoniowej | Africa Sports National   | 0–4 | 0–1    | 0–5                   |
| 2000  | Puchar Zdobywców Pucharów | 1     | Angola                   | Sagrada Esperança        | 0–2 | 1–4    | 1–6                   |

## Reprezentanci kraju grający w klubie od 1990 roku
Stan na wrzesień 2016.
| - Jean-Paul Abalo - Emmanuel Adebayor - Komlan Amewou - Amavi Agbobli-Atayi - Ali Khaddafi | - Kodjovi Mawuéna - Euloge Placca Fessou - Bachirou Salou - Tadjou Salou - Abdel Traoré |